# Provincia di Bingöl
La provincia di Bingöl è una delle province della Turchia.

## Distretti
La provincia è divisa in 8 distretti: 

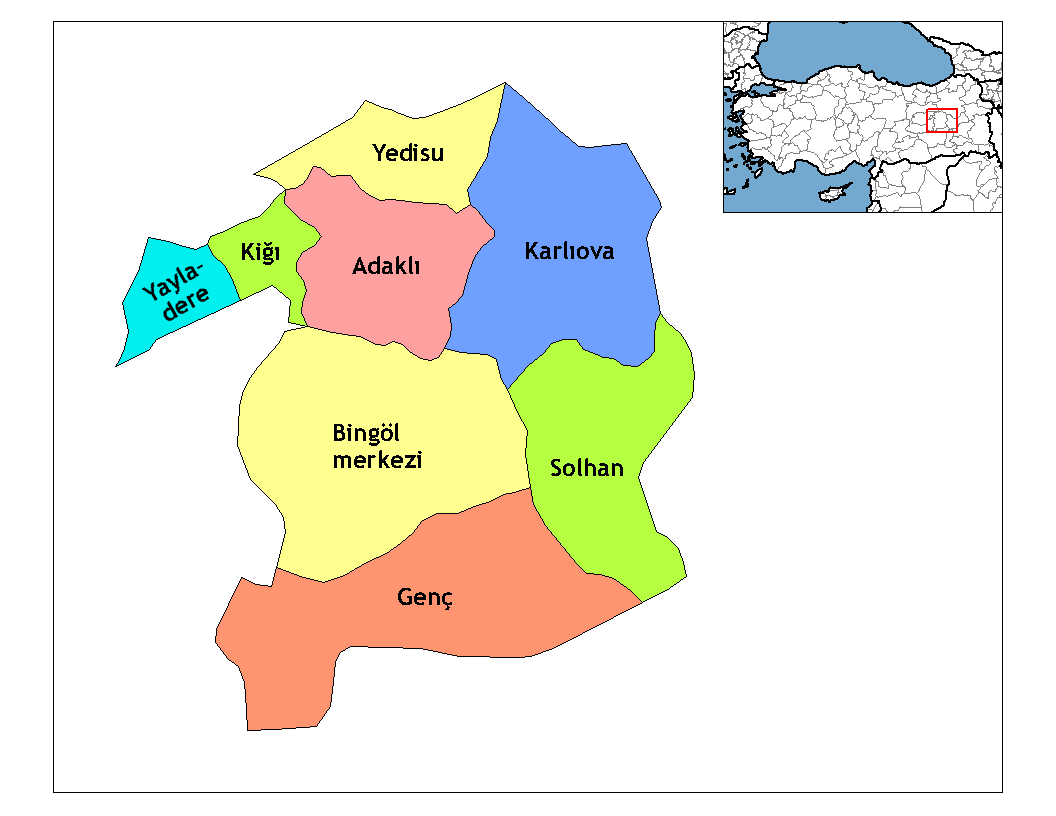
Distretti della provincia di Bingöl

- Adaklı
- Bingöl
- Genç
- Karlıova
- Kiğı
- Solhan
- Yayladere
- Yedisu